# 神戸姫路電気鉄道1形電車
神戸姫路電気鉄道1形電車（こうべひめじでんきてつどう1がたでんしゃ）は、神戸姫路電気鉄道（神姫電鉄。現・山陽電気鉄道本線山陽明石駅以西を建設した前身企業）が1923年8月の全線開業に当たって製造した通勤形電車である。

## 概要
神戸姫路電気鉄道の初代技師長となった高木茂一のアメリカ視察の成果を受けて、大阪鉄道デイ1形に続く日本で2番目の直流1,500V電化区間用電動客車として設計され、1 - 15の合計15両が1923年に川崎造船所兵庫分工場（現・川崎重工業兵庫工場）で製造された。
その主要機器はことごとくアメリカからの輸入品であったことが知られている。

## 車体
当時としては一般的な、シングルルーフの木造14m級3扉ロングシート車である。車体幅は地方鉄道建設規程が許容する最大値である2.74mで、ゆったりとした印象を与えていた。
窓配置は1D (1) 121 (1) D221 (1) D1（D：客用扉、(1) ：戸袋窓）で、外観上扉間の側窓は2枚単位でまとめられており、前面は非貫通3枚窓であるが中央の1枚のみが狭幅とされ、側窓を含む全ての窓が1枚下降式となっている。
台枠は鋼製で、床下には補強・補正用のトラス棒が取り付けられていた。
なお、前照灯は通常装着しておらず、必要に応じ灯具を前面中央窓下に取り付ける方式であった。

## 主要機器
電装品は先行する大阪鉄道がウェスティングハウス・エレクトリック（WH）社製を採用したのに対し、こちらは同じくアメリカ製だが兵庫電気軌道で実績があったゼネラル・エレクトリック（GE）社製で統一されている。直流1,500V対応のために当時の最新鋭機器が全面的に採用されていたのが特徴である。
GE社製の電装品は、日本でもこれ以前から阪神急行電鉄（現・阪急電鉄）をはじめとする各社に導入されていた。だが、それらの各社では直流600Vあるいは直流1,200Vでの電化となっており、このため特に直流1,500V電化に対応する、端子電圧750V仕様のGE社製主電動機の採用事例は本形式向けが日本初となる。
もっとも、1920年代中盤以降はGE社の日本での技術提携先である芝浦製作所で正規のライセンス契約に基づいて主制御器や主電動機が製造・供給されるようになったため、1927年以降に宇治川電気で同種機器の新規購入が必要となった際には、それらの芝浦製機器が採用されている。このため、日本で端子電圧750V仕様のGE社製電動機を最初から1500V電化区間対応電車用主電動機として使用する目的で輸入したケースは、この神姫電鉄向け以外では確認されていない。

### 主電動機
GE社製GE-263が主電動機として採用された。この電動機は当時既に阪神急行電鉄が神戸線向け新造車に直流600V仕様のものを採用していた。歯数比は2.74で、全界磁での高速運転も可能な設定となっていた。

### 制御器
制御器もGE社製の電空カム軸式制御器（PCコントロール）で、当時最新の自動加速制御器の1つである。
ただし、高速運転に必要な弱め界磁は搭載されておらず、全界磁での直並列制御のみに対応したものが採用されている。

### 台車
BW-78-25Aを台車として装着した。これも日本製のデッドコピー品ではなく、アメリカのボールドウィン社による純正品のボールドウィンA形が輸入されている。この台車は後に日本製デッドコピー品と区別なく混用された。これらは、最終的には社内形式BW-1として300形に転用されたが、そこでも検査時にたらい回しにされる関係から一切区別されず順不同で装着されたため、わずかながら存在する外観上の識別点からそれと知れるのみであった。

### ブレーキ
空気ブレーキはJ三動弁を用いる制御管式のGE社製AVR（Automatic Valve Release）自動空気ブレーキである。
このブレーキは兵庫電軌が採用していた原始的な直通ブレーキと比較して長大編成・高速運転に適したシステムであった。

### 集電装置
直流1,500V電化で先行した大阪鉄道が当初よりパンタグラフを採用していたのに対し、こちらは直流1,500V電化鉄道では日本の鉄道史上唯一となった、トロリーポール集電が採用されている。
このトロリーポールもGE社製で、アメリカの高速電車で一般に用いられていたスライダーシューを使用するタイプではなく、先端にホイールがついた従来通りのタイプのものが選択されている。また、連結運転時には母線引き通しを行わなかったため、2両の電動車双方のトロリーポールを上げて集電を行っており、このため連結運転時に車掌は2人乗務する必要があった。
なお、併用軌道区間がなく単式架線方式を採用していたためポールの本数は前後各1本で、併用軌道区間に埋設された水道・ガス管の腐食防止を理由として複式架線方式の採用を強いられたために前後に2本ずつポールを搭載していた兵庫電軌とは状況が異なっていた。

### 連結器
標準軌間で省線との直通貨物も存在しなかったため、当時最新の自動連結器が採用された。

## 運用
神姫電鉄開業後、唯一の旅客車として明石 - 姫路間の全線で運用された。神姫電鉄は制御車を製造しなかったため、本形式はその在籍期間を通じて常に同型車のみによる全電動車編成で1両、あるいは2両編成にて運行された。
だが、1927年に神姫電鉄と兵庫電気軌道が相次いで宇治川電気に買収されたことで、本形式を取り巻く状況は一変した。
架線電圧直流1,500V、車体幅2.74mの本形式では架線電圧直流600V、車体幅2.4mの旧兵庫電気軌道区間への入線が物理的に不可能であったため、両区間を直通する列車の運行開始に当たり窓配置は本形式と同様であるが車体幅を2.4mに縮小した半鋼製の新車体を製造した上で本形式の車体を廃棄、主要機器を複電圧対応へ改造の上で流用する51形が新造されることとなった。
それゆえ、1927年に本形式は車齢わずか4年にして全車が51形への機器供出のため廃車され、形式消滅となった。

## 廃車後
1927年の廃車後、まだ新しい1 - 9の車体は近江鉄道の電化時に譲渡され、新造の電装品や台車などと組合わせてデハ1形となった。
これに対し、近江への車体搬出後も明石工場構内に残されていた10 - 15の車体は、戦時中の車両不足の際に再起を果たすこととなった。明石工場で車体を心皿間の中心線で唐竹割りにし、その切断面で0.34m分幅を詰めてから再度結合し、車体幅を縮小するという前代未聞の大工事を施工の上、工場手持ち機器を艤装の上で電動車の2代目76形76 - 81として現役復帰した。
本形式は一まとまりの車両としては極めて短命であったが、宇治川電気51形（→山陽100形）→250形・270形・300形と流用を繰り返した主要機器も、上述の通り全数が再起した車体も、戦災で焼失した2代目76形の3両を除きいずれも長期間にわたって有効活用されており、その後の車両・建築限界の基準となるなど、山陽・近江両社の以後の車両設計に大きな影響を与えた重要な車両である。